# Miltinus sordidus
Miltinus sordidus är en tvåvingeart som först beskrevs av John Obadiah Westwood 1848.  Miltinus sordidus ingår i släktet Miltinus och familjen Mydidae. Inga underarter finns listade i Catalogue of Life.